# Bodrogi Zsigmond
Bodrogi Zsigmond, született Schnur (Kúla, 1874. január 15. – Budapest, 1937. április 23.) magyar író, nótaszerző, költő, tisztviselő.

## Élete
Schnur Vilmos (1843–1920) kereskedő és Beck Karolina (1844–1919) fia. Versei – melyeknek egy részét ő maga zenésítette meg – főleg a Népszavában jelentek meg. Részt vett a szociáldemokrata mozgalomban. 1915-ben jelent meg nótáskönyve Nádor Kálmán kiadásában.
Felesége Steinberger Karolina szabónő volt, akit 1915. június 29-én Budapesten, az Erzsébetvárosban vett nőül. Esküvői tanúja Szabó Ervin volt.

## Főbb művei

### Versek
- Tövises tarlón (Budapest, 1908)
- Szántok-vetek (Budapest, 1910)
- Dózsa-dalok (Budapest, 1910)
- Virradóra (Budapest, 1919)
- Siratás (Budapest, 1922)

### Színművek
- A csapodár (parasztkomédia, Budapest, 1896)
- Testvérek (Budapest, 1926)
- Parasztlakodalom (daljáték)

### Nótái
- Károg a holló a jegenyén
- Kimegyek a temetőbe
- Aki a babáját igazán szereti
- Már minálunk, babám
- Leszakadt a pincelakat